# Calycopis perdistincta
Calycopis perdistincta är en fjärilsart som beskrevs av William James Kaye 1904. Calycopis perdistincta ingår i släktet Calycopis och familjen juvelvingar. Inga underarter finns listade i Catalogue of Life.